# Spacer's Toulouse Volley 2020-2021
Questa voce raccoglie le informazioni riguardanti lo Spacer's Toulouse Volley nelle competizioni ufficiali della stagione 2020-2021.

## Organigramma societario
Area direttiva
- Presidente: Jean Azema, Didier Conjeaud

Area tecnica
- Allenatore: Stéphane Sapinart
- Allenatore in seconda: Benoit Ognier, Diogenes Zagonel

## Rosa
| N° | Nome                  | Ruolo | Data di nascita   | Nazionalità sportiva |
| -- | --------------------- | ----- | ----------------- | -------------------- |
| 1  | Ugo Quinquis          | P     | 24 maggio 2001    | Francia              |
| 3  | Nicolas Burel         | C     | 7 settembre 1991  | Francia              |
| 4  | Gijs Jorna            | S     | 30 maggio 1989    | Paesi Bassi          |
| 5  | Lucas Soldner         | P     | 11 marzo 1999     | Francia              |
| 6  | Abdel-Aziz Doumbia    | S     | 29 maggio 2001    | Francia              |
| 7  | Axel Boissinot        | L     | 3 marzo 2001      | Francia              |
| 8  | Pierre Derouillon     | S     | 6 giugno 1999     | Francia              |
| 9  | Nikola Jovović        | P     | 13 febbraio 1992  | Serbia               |
| 10 | Yousri Anegay         | C     | 28 agosto 1996    | Francia              |
| 11 | Théo Faure            | S     | 12 ottobre 1999   | Francia              |
| 12 | Oskar Madsen          | S     | 17 gennaio 2000   | Danimarca            |
| 14 | Cyril Larrieu         | O     | 22 settembre 1998 | Francia              |
| 15 | Lohan Nack Minyem     | C     | 27 aprile 2001    | Francia              |
| 16 | Sélim El Khaldouni    | S     | 17 giugno 2000    | Francia              |
| 17 | Michaël Parkinson     | C     | 23 novembre 1991  | Paesi Bassi          |
| 18 | Titouan Assani-Vignau | O     | 2 maggio 2002     | Francia              |
| 19 | Sebastián Closter     | L     | 13 maggio 1989    | Argentina            |
| 20 | Titouan Pichon        | S     | 19 dicembre 2000  | Francia              |